# Cymbiola mariaemma
Cymbiola mariaemma is een slakkensoort uit de familie van de Volutidae. De wetenschappelijke naam van de soort is voor het eerst geldig gepubliceerd in 1858 door Gray.